# Icelinus limbaughi
Icelinus limbaughi és una espècie de peix pertanyent a la família dels còtids.

## Descripció
- Fa 8,2 cm de llargària màxima.
- Nombre de vèrtebres: 31-36.[4]

## Hàbitat
És un peix marí, bentopelàgic i de clima subtropical que viu entre 20-86 m de fondària.

## Distribució geogràfica
Es troba al Pacífic oriental: els Estats Units.

## Observacions
És inofensiu per als humans.